# Garai Pál
Garai Pál (? – ?, 1352) magyar bán, tárnokmester, Garai János (c.1292–1357) püspök, diplomata apja. 

## Élete
A Dorozsma nemzetségből származó István bán 6 fia közül a legfiatalabb volt. 
I. Pál Csák (Újlaki) Ugrin utasítására III. András halála után Károly Róberthoz csatlakozott és átadta neki a pozsegai várat. Ezzel kedvelt híve lett Károly Róbertnek és ő lett a család későbbi nagy hatalmának megalapítója is.
1312-ben már macsói bán, 1320-ban kőszegi várnagy, Valkó- és Bodrog vármegye ispánja, 1320-tól 1326-ig macsói bán, 1320–1323-ban szerémi ispán, 1330-tól 1336-ig királynéi udvarbíró, 1324-től haláláig királynéi tárnokmester volt. A "Kazal" melléknevet viselte. 
Egy fiáról tudunk, kit Nagy Iván Dezső, Lehoczky pedig János néven említett.